# My Passion

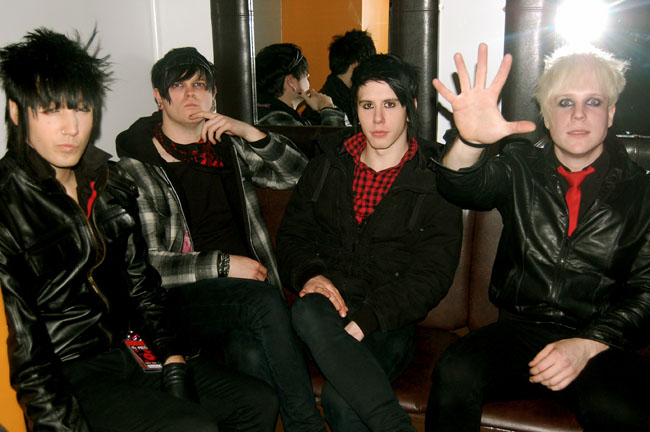
My Passion, 2009

My Passion is een Britse dancepunkband uit Hitchin in het Engelse district North Hertfordshire. De band begon in 2005. Ze brachten hun eerste album, Corporate Flesh Party, uit in mei 2009 bij Mascot Records. Het album, geproduceerd door John Mitchell in Outhouse Studios in Reading, heeft 11 nummers, waarvan er zes heropgenomen versies zijn van oudere demos die of op de MySpace-pagina van de band stond of die zijn uitgebracht door het platenlabel van zanger Laurence René's Style Suicide.
Als support act heeft My Passion concerten gespeeld met Kill Hannah, Jeffree Star, Innerpartysystem, The Faint, The Automatic, Robots In Disguise, Trash Fashion en dan le sac vs Scroobius Pip. In juli 2009 werd My Passion genomineerd voor Best British Newcomer bij de muziekprijzen Kerrang! Awards.

## Discografie

### Albums
- Corporate Flesh Party (Limited edition 2000 copies, Style Suicide, mei 2009)
- Corporate Flesh Party (General release, Mascot, juni 2009)

### Singles
- Make Me Butterfly/Die Happy Picnic (2006)
- Bitter Too/Tomorrow Girls (2006)
- Winter For Lovers (2006)
- Hot in the Dolls House/Last Day in Paradise (2007)
- After Calais (Free download, 2007)
- BooMan (2007)
- Day of the Bees (2008)
- Crazy and Me (2008)
- Thanks for Nothing (Free download, 2009)
- Vultures Are People Too (Free download, augustus 2009)

## Bandleden

### Huidige leden
- Laurence René - zang, gitaar
- John Be - gitaar
- Simon Rowlands - basgitaar
- Jonathan Gaskin - synth, gitaar, achtergrondzang
- Jamie Nicholls - Drums

### Ex-bandleden
- Harry B. Wade - Synthesizers, Live Electronics, Guitar (2005-2008)
- Charlie Pyne - Bass (2005)